# Bethlen Farkas (polgármester)
Bethlen Farkas (Nagymaros, 1957. június 12. –) magyar települési politikus, négy időszakon keresztül Verőce polgármestere (1998–2014).

## Származása
Nagymaroson született az ősi gróf bethleni Bethlen család sarjaként, 1946-ban Erdélyből négy gyermekükkel Magyarországra menekült  édesapja, bethleni gróf Bethlen Dániel (1917–1977) és édesanyja, bethleni gróf Bethlen Ilona (1924–2003) hatból ötödik gyermekeként. Szülei elsőfokú unokatestvérek voltak. Apai nagyszülei bethleni gróf Bethlen Bálint, (1887–1946) és losonci báró Bánffy Marianna (1891–1966) voltak. Anyai nagyapja bethleni gróf Bethlen Béla (1888–1979), Bálint testvéröccse, 1940–44 között Beszterce-Naszód és Szolnok-Doboka vármegyék főispánja, nagyanyja pedig göncruszkai gróf Korniss Klára (1893–1983) volt.

## Élete
Bethlen Farkas az esztergomi ferences gimnáziumban végzett, majd hat éven át dolgozott gépkocsi-szerelésben. Évekkel később kis textilgyárat alapított Szentendrén. Vácott létrehozta a Danube Bend Rádiót. 1998-ben Verőce polgármesterévé választották, e tisztségére a következő választásokon három ízben (2002-ben, 2006-ban és 2010-ben) is újraválasztották, 2014-ben viszont már nem indult a posztért.
Polgármesterként települése szebbé tételén, infrastruktúrájának javításán és az ifjúság nevelésén fáradozott.[forrás?]
2019-ben újraindult Verőcén a polgármesteri tisztségért, de a szavazatok 19%-ával csupán a harmadik helyet érte el.[forrás?]

## Nemzetvédő tevékenysége
A 2005-ös eredménytelen népszavazás negatív hangulatát igyekezett mérsékelni. Hazafias összejöveteleket szervezett községében. Hivatali ideje alatt, 2006-ban Verőcén szobrot emeltetett Wass Albert emlékére.

## Társadalmi szerepvállalása
A Julianus Barát Alapítvány elnökeként, az elszakított területeken – Kárpátalján és Erdélyben – óvodák és iskolák felújításával, építésével segítette a magyarság megmaradását.[forrás?]

## Magánélete
Feleségével hét gyermeket nevelnek.[forrás?]